# Charles Mesure
 (mars 2015).
Si vous disposez d'ouvrages ou d'articles de référence ou si vous connaissez des sites web de qualité traitant du thème abordé ici, merci de compléter l'article en donnant les références utiles à sa vérifiabilité et en les liant à la section « Notes et références ».
Charles William David Mesure, né le 12 août 1970 dans le Somerset en Angleterre, est un acteur britannico-australien.

## Biographie
Lorsque Charles Mesure a cinq ans, sa famille déménage en Australie et il grandit à Sydney. Charles Mesure fait ses études dans le Newington College de 1982 à 1987 et est diplômé de l'Institut national d'art dramatique en Australie, avec un diplôme en arts de la scène (par intérim) en 1995. La même année, il déménage en Nouvelle-Zélande où il trouve quelques rôles d'acteur. Charles Mesure a dirigé, conçu et écrit plus de trente productions de la société de Sydney Drame Université tout en étudiant le droit. En 1998, il a été nommé pour un prix d'Acteur New Best Television-Zélande pour son travail en tant que Ryan Waters sur l'opéra en Nouvelle-Zélande City Life et en 2003 il a remporté le prix Best Supporting Acteur pour son travail en tant que Kees Van Damm sur le drame Street Legal (en) en Nouvelle-Zélande.
Charles Mesure est connu internationalement pour son rôle de Kyle Hobbes en 2009 dans le remake de la série V et de l'archange Michel dans les séries télévisées Hercules: The Legendary Journeys et Xena, la guerrière. Il a participé à des séries télévisées telles que Lost : Les Disparus, FBI : Portés disparus, Bones et Mentalist. Charles Mesure a également eu un rôle récurrent en tant que JD Pollack, journaliste dans la série Preuve à l'appui. Il a déjà joué des rôles de cinéma dans Boogeyman avec Barry Watson, Emily Deschanel et Lucy Lawless ; dans Mee-Shee: The Water Giant avec Bruce Greenwood, Rena Owen et Joel Tobeck ; dans Superfire avec D. B. Sweeney, Chad Donella et Diane Farr.
En 2009, il joue le sergent-détective Zane Gérard dans New Fortune et en 2010, il joue Alec Ross, le personnage principal dans la série télévisée néo-zélandaise This is not my life.
Charles Mesure participe à la dernière saison de Desperate Housewives en tant que Ben Faulkner, un impitoyable self-made-entrepreneur qui a une relation amoureuse avec Renee Perry (Vanessa Lynn Williams).
En 2013, il participe au 16e épisode de la saison 6 de Mentalist.
En 2014, il rejoint le casting de la série Once Upon a Time dans la peau du célèbre pirate Barbe Noire dans un épisode de la troisième saison (Episode 17) puis dans la quatrième saison (Episode 10).

## Filmographie

### Cinéma
- 2003 : Skin and Bone : Clean
- 2005 : Boogeyman : M. Jensen
- 2005 : Mee-Shee : Le Secret des profondeurs : Watkins
- 2018 : Invaders (Occupation) : Arnold

### Court-métrage
- 2013 : Mis-drop : le sergent Vaughn

### Télévision

#### Téléfilms
- 1998 : Tiger country : Constable Barry Gardener
- 2002 : Superfire, l'enfer des flammes : Trent Holbrook

#### Séries télévisées
- 1996-1998 : City Life : Ryan Waters
- 1997-1998 : Mirror, Mirror (en) : Matthew / Tobias
- 1997-2001 : Xena, la guerrière : Mercer / Darnelle / Archangel Michael
- 1997 : Duggan : Billy Jamieson
- 1998-1999 : Hercules: The Legendary Journeys : Johnny Pinto / Archangel Michael
- 1999 : The Life & Times of the Tutu
- 1999 : A Twist in the Tale : Nick Martinelli
- 2000-2003 : Street Legal (en) : DSS Kees Van Damm
- 2005 : Briar & Graves : Père Malachi Briar
- 2005 : Lost : Les Disparus : Bryan
- 2005 : Les Lectures d'une blonde : Eddie
- 2005 : FBI : Portés disparus : Ermil Dornvald
- 2005-2007 : Preuve à l'appui : J.D Pollack
- 2006 : Bones : Pete Sanders
- 2006 : Cold Case : Affaires classées : Tom McCree
- 2007 : Ghost Whisperer : Le messager
- 2007 : Las Vegas : Paul Grant
- 2009-2010 : Outrageous Fortune (en) : DS Zane Gerard
- 2010-2011 : V : Kyle Hobbe
- 2010 : Kaitangada Twitch : Carey Gallagher
- 2010 : This Is Not My Life (en) : Alec Ross
- 2011-2012 : Desperate Housewives : Ben Faulkner
- 2013 : Miss Marple : Greg Dyson
- 2013 : Burn Notice : Jack Frakes
- 2014 : Mentalist : Edwin MacKaye
- 2014-2015 : Once Upon a Time : Barbe Noire
- 2014-2016 : Girlfriends' Guide to Divorce : Ralf
- 2015 : Castle : Liam Hollister
- 2015 : The Magicians : La Bête (voix)
- 2016 : Esprits criminels : Edgar Solomon
- 2016 : Dead of Summer : Un été maudit : Shériff Boyd Heelan
- 2016 : Blue Bloods : Liam Farrelly